# 五缘湾

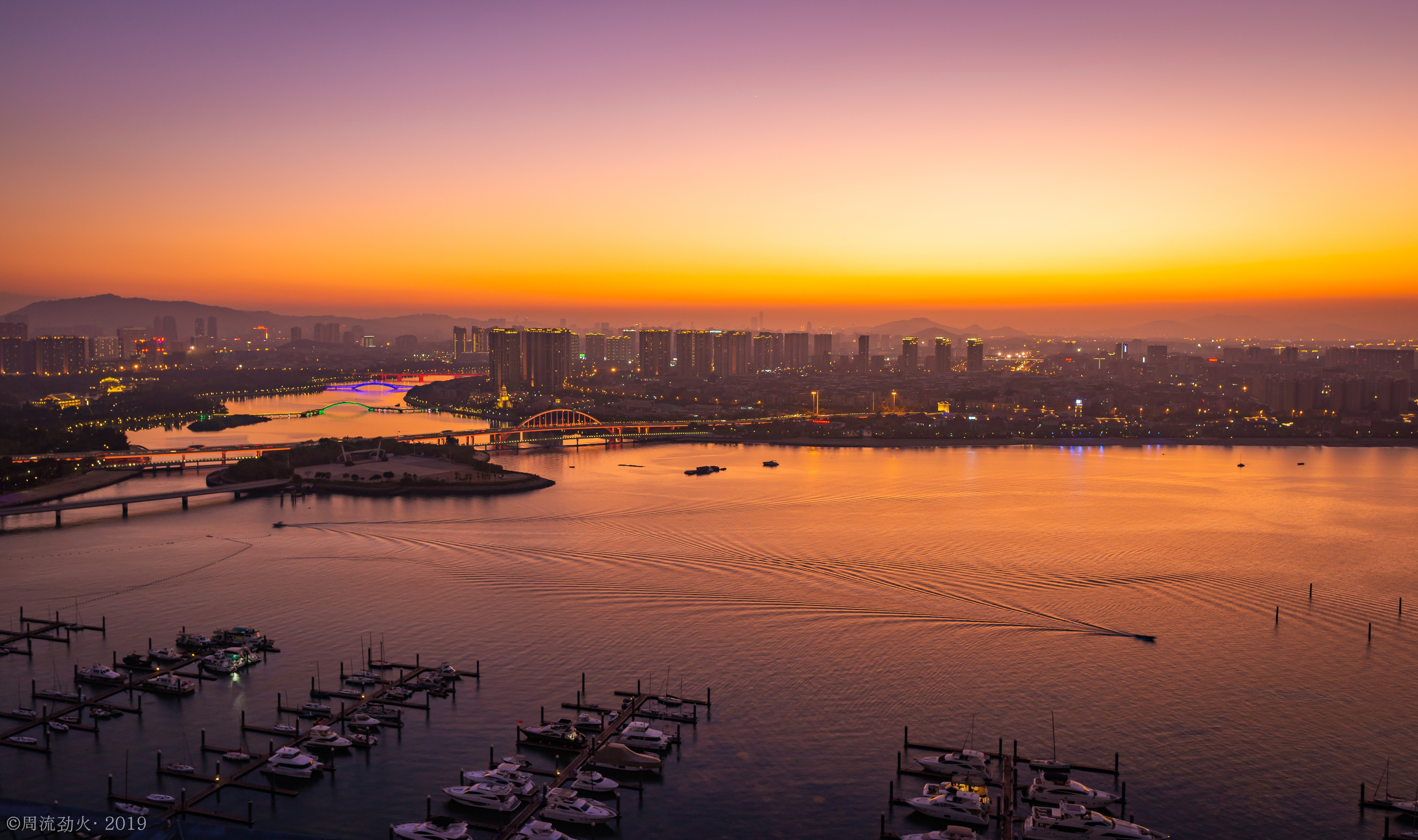
五缘湾日落

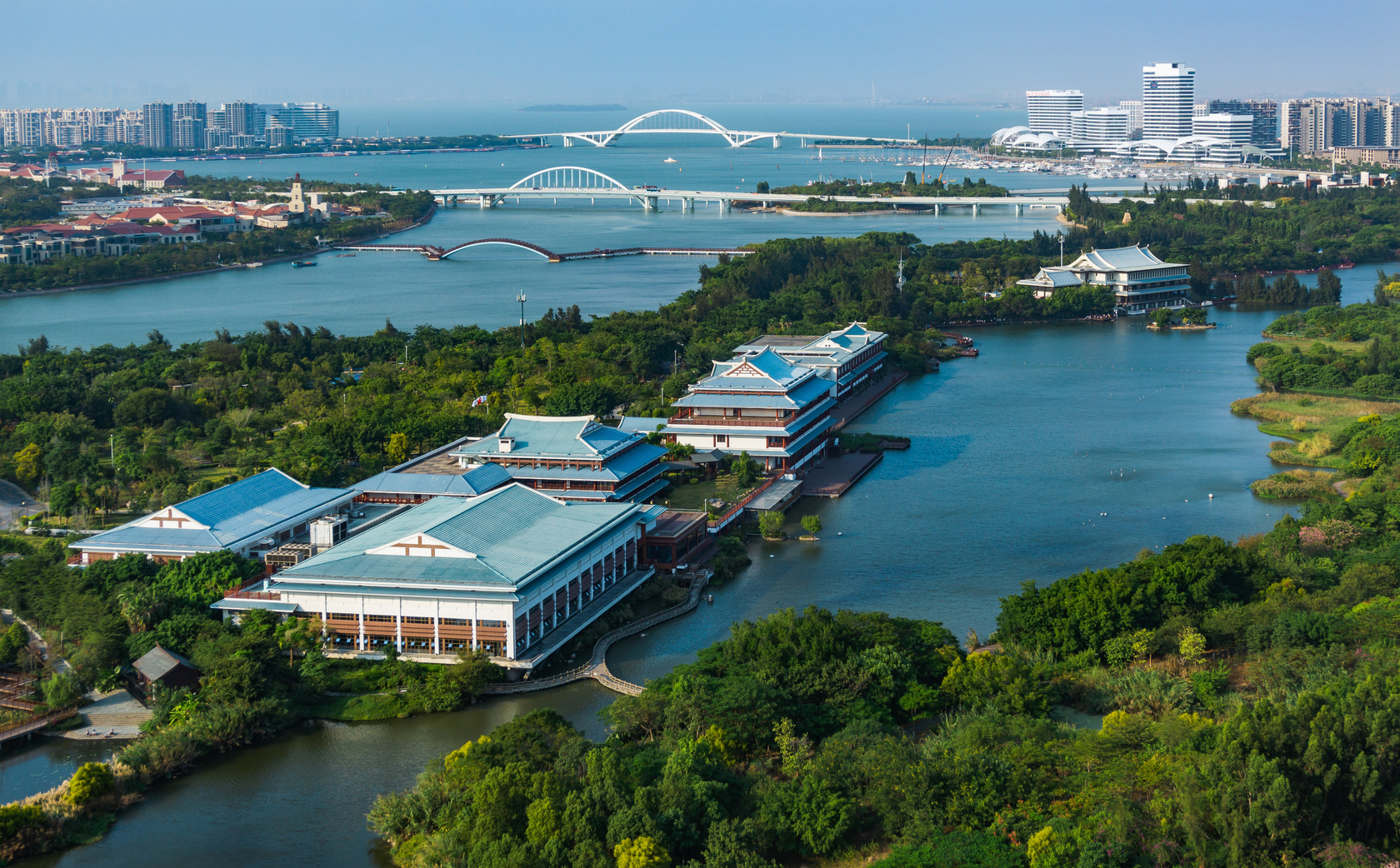
厦门五缘水乡酒店

五缘湾位于福建省厦门市本岛的东北部，旧称钟宅湾，后因迎合时任福建省委书记卢展工提出的“五缘六求”口号，在2006年被改名为五缘湾。其中“五缘”代表了福建与台湾之间的地缘、血缘、文缘、商缘、法缘。
五缘湾位于厦门高崎国际机场和翔安海底隧道之间。湾区内有五缘大桥、月圆桥、湿地公园、路桥游艇码头、音乐岛、木栈道等。